# Svobodné slovo
Svobodné slovo byl český tištěný deník, který patřil mezi hlavní novinová periodika vycházející v letech 1945–1996 v Československu. Jednalo se o ústřední deník Československé strany socialistické.

## Předchůdce Svobodného slova

Grafické záhlaví Českého slova

První ústřední deník České strany národně sociální začal vycházet 1. března 1907 pod názvem České slovo. Za první světové války bylo jeho vydávání zastaveno a bylo obnoveno až v roce 1918. 
České slovo vydával Melantrich, akciová společnost pro průmysl grafický a nakladatelství v Praze, v množství mutací. Ranní a večerní vydání, odpolední vydání vycházelo v létech 1937–1938 v nákladu přes 650 000 výtisků denně. Moravské slovo začalo v Brně vycházet v lednu 1925 jako pokračovatel Socialistické budoucnosti, ale už v červnu 1925 přešlo do Melantrichu v Praze a vycházelo jako hlavičkové vydání Českého slova a ústřední matrice byly denně zasílány do filiálních tiskáren Melantricha v Brně a v Ostravě.
České slovo se udrželo i za Protektorátu a od roku 1944 začalo být vydáváno s týdenní periodicitou. Jako deník začalo opět vycházet v průběhu květnového povstání 1945 pod názvem Osvobozené České slovo.

## Od roku 1945 do února 1948
Dne 16. května 1945 se deník přejmenoval na Svobodné slovo a pod tímto názvem vycházel až do svého zániku. 
Nejprve vycházel s podtitulem Ústřední orgán čsl. strany národně socialistické.

## Od února 1948
V únoru 1948 Svobodné slovo dva dny nevyšlo, vydávání bylo obnoveno 27. února 1948 s podtitulem List akčního výboru Československé strany národně socialistické. List dostal nového šéfredaktora a dostal se pod kontrolu komunistů. Mezi jiným poděkoval prezidentu Edvardu Benešovi za to, že svým rozhodnutím vyvedl republiku z vládní krize.
Po únoru 1948 odešla většina členů vedení Československé strany národně socialistické do emigrace. Strana byla tzv. obrozena a přijala nový název Československá strana socialistická. Svobodné slovo zůstalo tiskovým orgánem této "obrozené" strany, politická strana s původním názvem existovala jako exilová.
Vydavatelem Svobodného slova byl i nadále Melantrich (s různě pozměňovanými názvy), deník byl tiskovým orgánem nově ustavené Československé strany socialistické. Svobodné slovo patřilo mezi tři celostátní deníky vydávané politickými stranami. 
V roce 1989 odsoudila Československá strana socialistická jako první zásah komunistické státní moci proti studentům a Svobodné slovo otisklo prohlášení ČSS 20. 11. 1989. Budova Melantrichu na pražském Václavském náměstí, ve které Svobodné slovo vycházelo, se stala střediskem listopadových událostí.

## Zánik Svobodného slova
V roce 1996 změnil list majitele, stal se součástí skupiny Chemapol, která koupila vydavatelství Melantrich. V roce 1997 změnil název na Slovo a výrazně změnil grafickou podobu. Do čela redakce nastoupil bývalý šéfredaktor Mladé fronty Dnes a Lidových novin Libor Ševčík. Tištěný náklad se pohyboval okolo 100 tisíc kusů denně. Na rozdíl od většiny jiných deníků neklesal, nýbrž stagnoval. V roce 1998 však Chemapol upadl do potíží a deník prodal vydavateli tehdejších Zemských novin. Ten na přelomu srpna a září 1998 propustil drtivou většinu redakce a deník po nějakou dobu vydával jako mutaci Zemských novin, následně jeho vydávání ukončil.